# Marco Adame Castillo
Marco Antonio Adame Castillo (Cuernavaca, Morelos, 6 de diciembre de 1960) es un político mexicano, miembro del Partido Acción Nacional. Fue diputado federal y vicepresidente de la Cámara de Diputados en la LXIV Legislatura (2018-2021). Fue vicepresidente de la Internacional Demócrata de Centro IDC-CDI para el período 2015-2019 y vicepresidente de la Organización Demócrata Cristiana de América ODCA en el Comité Ejecutivo 2016-2019-2022.

## Biografía
Dentro del PAN, fue miembro de la Comisión Permanente Nacional y miembro de la Comisión Política Nacional para el período 2018-2021. Fue Consejero Nacional (2017-2019-2022). 
Es analista y comentarista habitual en el programa radiofónico “En los tiempos de la radio" en Grupo Fórmula; en el portal de internet La Silla Rota; y columnista en el periódico [El Heraldo de México]. Es analista y consultor político y dirige el despacho Poliedro Consultores (2022 - a la fecha).
En el Comité Ejecutivo Nacional del PAN (2015-2018) se desempeñó como Coordinador de Asuntos Internacionales y en el período 2014-2015 fue Secretario de Acción de Gobierno. Fue integrante del Consejo Rector del Pacto por México (2012-2014).
Fue Gobernador del Estado de Morelos en 2006 - 2012. Fue diputado federal en la LVII Legislatura de 1997 a 2000 y senador de la República en la LVIII y LIX Legislatura de 2000 a 2006. En 2003 fue coordinador de Comunicación e imagen política de la campaña federal del PAN y en 2005 fue su vocero nacional. 
En 1993 fue designado por el Congreso del Estado de Morelos como Consejero ciudadano de la entonces Comisión Estatal Electoral del Estado de Morelos; entre sus tareas se destacó por impulsar el uso de boletas foliadas y el establecimiento de topes de campaña. En 1994 fue designado como integrante de la recién creada Comisión Estatal de los Derechos Humanos en calidad de Consejero ciudadano.
Es egresado de la Universidad Autónoma del Estado de Morelos y tiene una Maestría en Administración con especialidad en Alta Dirección en el Instituto Tecnológico y de Estudios Superiores de Monterrey.